# Nicholas Winton
Sir Nicholas Winton (Hampstead, Londres, 19 de mayo de 1909-Slough, Berkshire, 1 de julio de 2015) fue un filántropo británico de origen judío que salvó a 669 niños judíos de la muerte a manos de la Alemania nazi justo antes del estallido de la Segunda Guerra Mundial en 1939, dentro del episodio llamado Kindertransport. Residió en Maidenhead, pequeña localidad situada en el sur de Inglaterra, hasta el 1 de julio del 2015, cuando falleció a los 106 años en el Wexham Hospital, en Slough, Inglaterra.

## Biografía

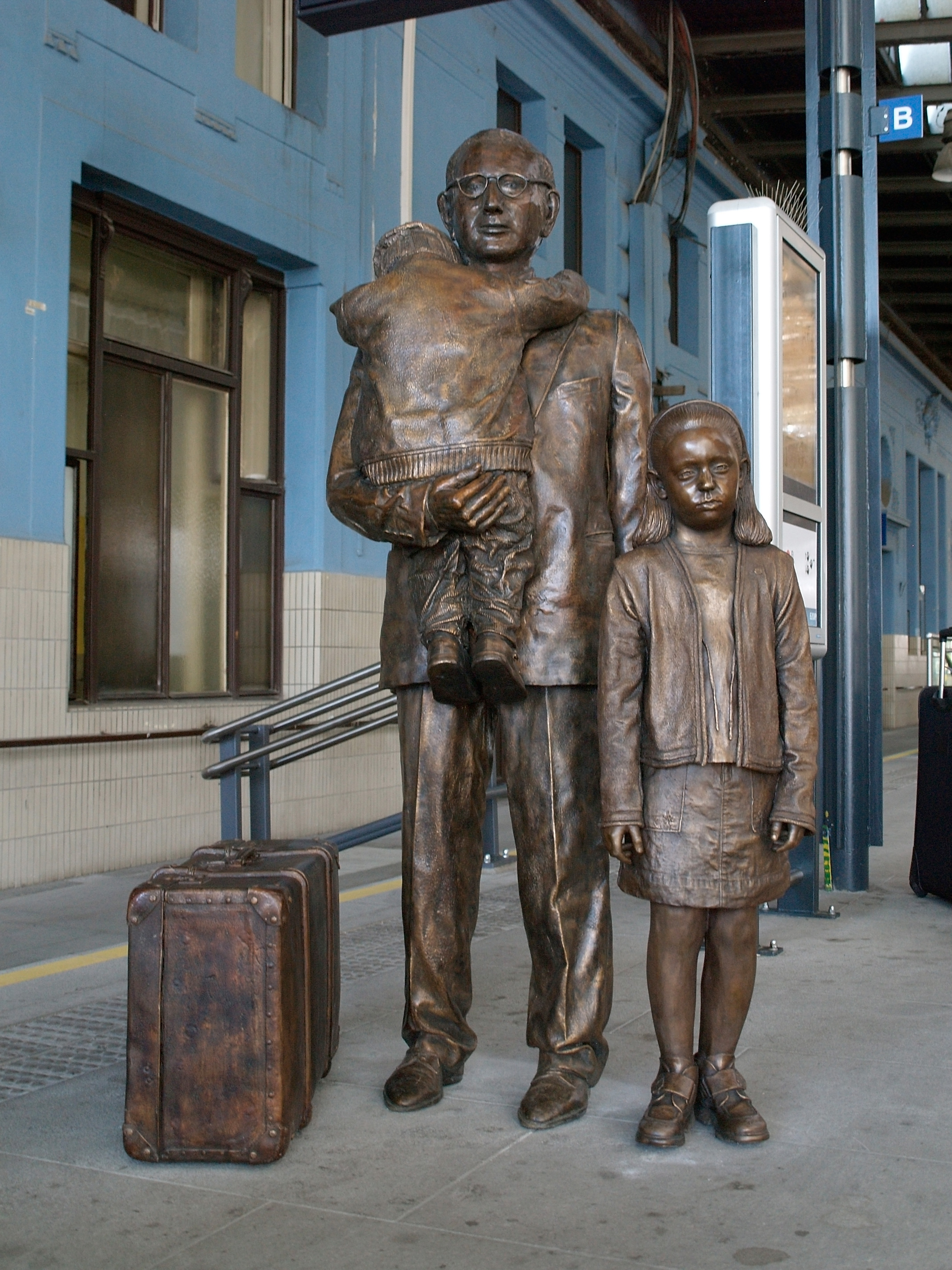
Monumento a Nicholas Winton instalado en la estación principal de ferrocarril de Praga (Praha hlavní nádraží) en 2009

Era hijo de Rudolph Wertheim, gerente de banco, y de Barbara, nacida Wertheimer ambos judíos alemanes que habían emigrado a Londres en 1907. El apellido de la familia era Wertheim, pero lo cambiaron en 1915 por Wortham y más tarde a Winton como parte de su interés por integrarse. También se convirtieron al cristianismo, y Winton fue bautizado. Su infancia y adolescencia transcurrieron de manera apacible y tranquila, tal y como correspondía a un joven inglés de familia acomodada de principios de siglo.
En 1931, una vez finalizados sus estudios, entró a trabajar como agente de bolsa en su ciudad natal, hasta el estallido de la Segunda Guerra Mundial. En diciembre de 1938 tenía previsto pasar unos días de vacaciones esquiando en Suiza, cuando recibió una llamada telefónica de su amigo Martin Blake, en la que este le pedía que cancelara todos los planes que tuviera para esos días y se dirigiera a Praga. "Tengo una propuesta muy interesante para ti. No te molestes en traer los esquís", le dijo Blake. Al llegar a Praga, Blake le preguntó si quería echarle una mano y trabajar temporalmente en los campos de refugiados de la zona, donde miles de seres humanos, muchos de los cuales eran niños de origen hebreo, malvivían en condiciones infrahumanas. La visión del drama le marcó profundamente. Decidió montar una oficina improvisada en la habitación del hotel en el que se hospedaba y comenzó a elaborar un plan para sacar del país a tantos niños judíos como fuera posible para llevarlos a otros países y salvar sus vidas.
En poco tiempo, la comunidad judía de la capital checa se hizo eco de la presencia de Winton en la ciudad y del motivo que le impulsaba a seguir allí. De ahí que centenares de familias acudieran a visitarle para tratar de persuadirle de que incluyera a sus hijos en la lista de los niños que iba a intentar salvar. El alud de solicitudes le obligó a abrir una nueva oficina en la calle Vorsilska para poder atender a tanta gente como fuera posible. Su amigo Trevor Chadwick se ocupó personalmente de ese despacho. En pocos días centenares de familias habían acudido a solicitarle ayuda para salvar a sus hijos.
Consciente de la magnitud del problema que tenía ante sí, contactó con los embajadores de las naciones que consideraba que podrían hacerse cargo de los niños, pero solo el Gobierno sueco accedió a ocuparse de un grupo de niños. Por su parte, Gran Bretaña prometió aceptar a los que fueran menores de 18 años pero solo si antes encontraba a familias dispuestas a acogerlos y que además deberían comprometerse a abonar por anticipado un depósito de 50 libras por cada niño para pagar su futura vuelta a casa.

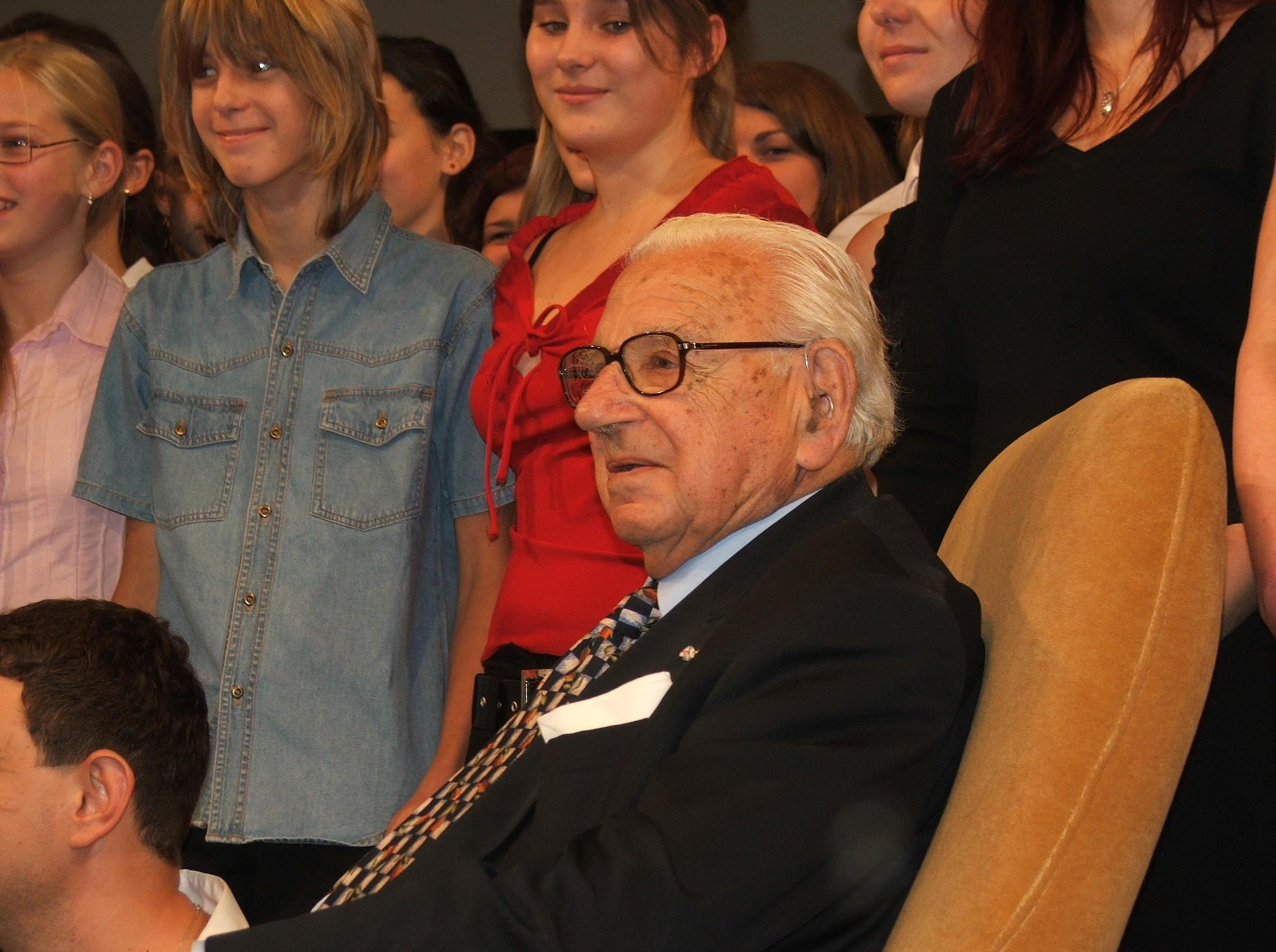
Nicholas Winton en octubre de 2007.

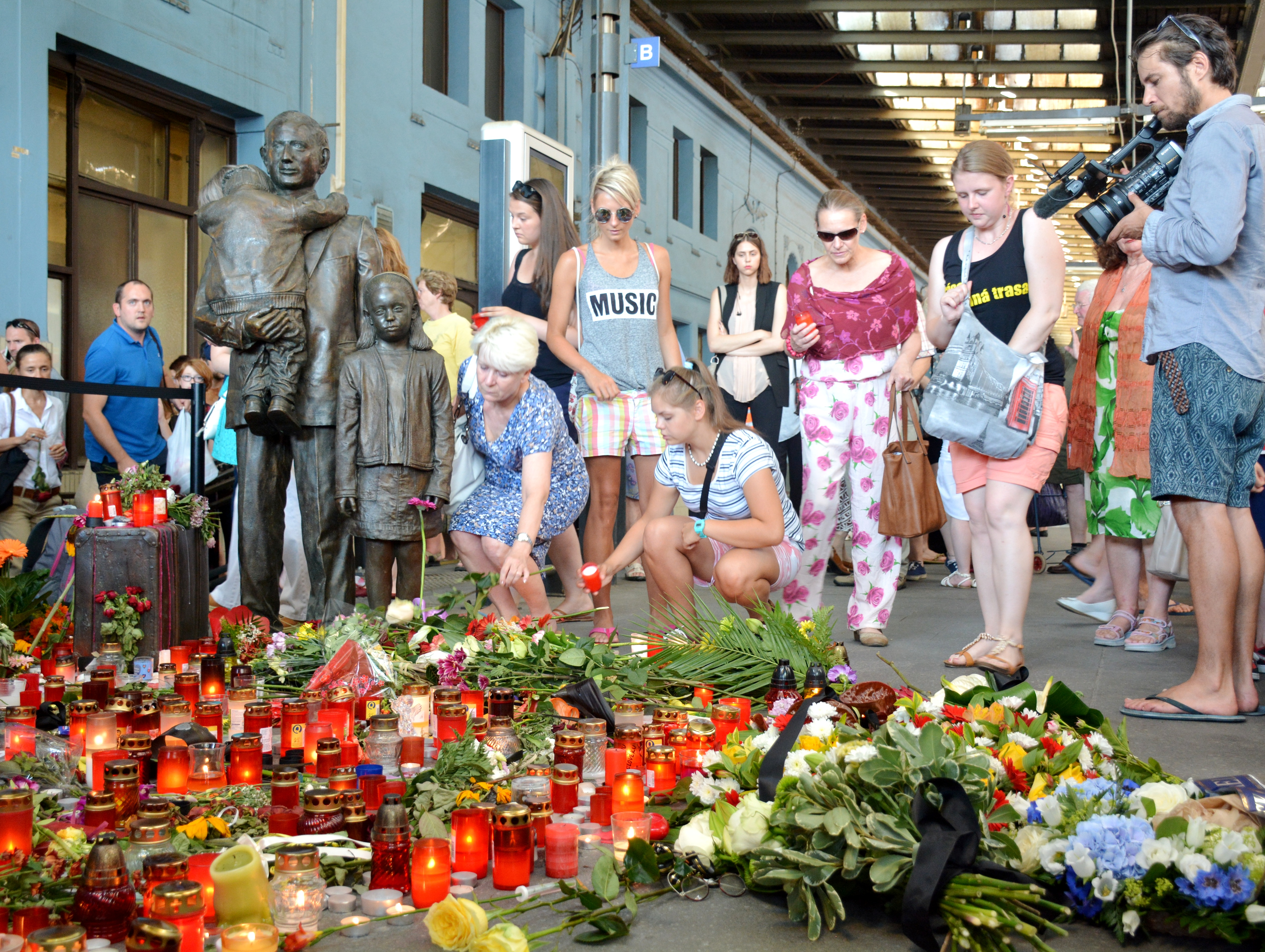
Acto conmemorativo, julio de 2015, ante su escultura

Finalmente Winton tuvo que volver a Londres para reincorporarse a su puesto de trabajo. Su regreso no le impidió seguir apuntalando su plan de rescate; así, creó una organización a la que bautizó con el nombre de El Comité Británico para los Refugiados de Checoslovaquia, Sección para Niños, que en un principio solo contaba con él mismo, su madre, su secretaria y unos cuantos voluntarios.
Una vez creado el Comité, Winton tuvo que hacer frente a un gran problema: conseguir la financiación necesaria para pagar los costos del viaje en tren de los niños desde Checoslovaquia hasta el país de acogida y encontrar a personas que aceptaran hacerse cargo de estos chicos y pagar las 50 libras que reclamaba el gobierno. Winton comenzó a publicar anuncios en los diarios británicos, en las iglesias y en las sinagogas solicitando ayuda. La respuesta de los londinenses fue entusiasta. En unas semanas, centenares de familias aceptaron acoger a los niños y aportaron el dinero necesario para iniciar los transportes desde Checoslovaquia hasta la capital inglesa.
El primero de ellos se efectuó el 14 de marzo de 1939 en avión. En los siguientes meses se organizaron otros siete transportes, todos por tren. El último tuvo lugar el 2 de agosto, y todos tenían como destino la estación de Liverpool Street, en Londres, donde esperaban las familias de acogida.
El último tren tenía que salir de Praga el 1 de septiembre de 1939 y en él iban a viajar otros 250 niños, pero ese mismo día Alemania invadió Polonia y cerró las fronteras. El transporte, literalmente, desapareció. Ninguno de los menores volvió a ser visto nunca más. Fueron 250 víctimas que se sumaron a los más de 15 000 niños que perecieron asesinados en Checoslovaquia durante la Segunda Guerra Mundial.
Winton rescató en total a 669 niños judíos. Su hazaña, que hubiera merecido múltiples condecoraciones y actos de homenaje, quedó en el olvido durante 50 años, ya que prefirió mantener en secreto lo sucedido. No fue hasta 1988 cuando Grete, su mujer, encontró un viejo maletín de cuero escondido en el desván de casa y, rebuscando entre los papeles que contenía, se topó con las fotos de 669 niños, una lista con el nombre de todos ellos y algunas cartas de sus padres. Tal descubrimiento provocó que Winton no tuviera más remedio que explicarle a su esposa lo que había acontecido décadas atrás.
Sorprendida por la historia que le acababa de explicar su marido, Greta se puso en contacto con Elisabeth Maxwell, una historiadora especializada en el Holocausto nazi y esposa del magnate de la comunicación Robert Maxwell, propietario de periódicos como el Daily Mirror y el Sunday Mirror.
Maxwell, cuyas raíces eran checas, quedó tan impresionado por la gesta de Winton que decidió publicar la historia en sus diarios. Poco después, la BBC se hizo eco de los sucesos que habían acaecido medio siglo antes y los acontecimientos se precipitaron. En unos días pasó de ser un personaje anónimo a convertirse en un héroe nacional, tanto en su país como en la antigua Checoslovaquia. Así, la Reina Isabel II le nombró en 1993 Miembro del Imperio Británico; años más tarde, el 31 de diciembre de 2002, lo condecoró con el título de Caballero por sus servicios a la Humanidad; también ostenta el título de Liberador de la Ciudad de Praga y la Orden de T. G. Marsaryk, que recibió de manos de Vaclav Havel el 28 de octubre de 1998; el 9 de octubre de 2007 se le concedió la máxima condecoración militar checa, la Cruz de 1ª Clase, en una ceremonia en la que el embajador checo mostró su apoyo público a una iniciativa impulsada por estudiantes del país, que contaba ya con más de 32 000 firmas y en la que se solicitaba que le otorgaran el Premio Nobel de la Paz. En 2010, el Gobierno británico le concedió además la medalla de Héroe del Holocausto, y se espera que su figura se reconozca de forma destacada en un monumento permanente que se prepara para conmemorar la tragedia ocurrida en la Segunda Guerra Mundial. Su última condecoración, la Orden del León Blanco, la recibió Winton en Praga en el año 2014.

### Vida después de la guerra
Después de la guerra, Winton trabajó para la Organización Internacional de Refugiados y luego para el Banco Internacional para la Reconstrucción y el Desarrollo en París, donde conoció a Grete Gjelstrup, una secretaria danesa e hija de un contable. Se casaron en su ciudad natal de Vejle el 31 de octubre de 1948.
Tuvieron tres hijos, el menor de los cuales, Robin, tenía síndrome de Down La familia insistió en que Robin se quedara con ellos en lugar de ser enviado a un hogar residencial, como hubiera sido la norma. La muerte de Robin por meningitis, el día antes de su sexto cumpleaños, afectó mucho a Winton y lo llevó a fundar una organización de apoyo local que se convirtió en Maidenhead Mencap. Winton se presentó, sin éxito, a las elecciones al concejo municipal en 1954, Más tarde encontró trabajo en los departamentos de finanzas de varias empresas.

### En el cine
La historia de Nicholas Winton ha servido de inspiración para la realización de dos filmes: Todos mis seres queridos (All My Loved Ones) (1999), dirigida por el realizador checo Matej Mináč, y Nicholas Winton: El poder del bien (The Power of Good: Nicholas Winton), un documental que ganó un Emmy en 2002.
En 2022 empezó el rodaje de la película biográfica One Life, protagonizada por Anthony Hopkins y adaptada del libro de 2014 If It's Not Impossible...: The Life of Sir Nicholas Winton escrito por Barbara, la hija de Winton. La película se estrenó el 9 de septiembre de 2023 en el Festival Internacional de Cine de Toronto de ese año.

### Personas notables salvadas por Nicholas Winton
- Leslie Baruch Brent (1925–2019), inmunóloga que realizó un trabajo innovador sobre la tolerancia inmunológica.
- Alf Dubs, Baron Dubs (1932-), político del Partido Laborista Británico y exmiembro del parlamento.
- Heini Halberstam (1926–2014), matemático.
- Renata Laxova (1931–2020), genetista pediátrica.
- Isi Metzstein (1928-2012), arquitecta modernista.
- Gerda Mayer (1927-2021), poeta.
- Karel Reisz (1926-2002), cineasta.
- Joe Schlesinger (1928–2019), autor y periodista de la televisión canadiense.
- Yitzchok Tuvia Weiss (1926–2022), Gran Rabino de Edah Haredit en Jerusalén.
- Vera Gissing (1928–2022), escritora y traductora.

De los 669 niños salvados del Holocausto gracias a los esfuerzos de Winton, más de 370 no han sido localizados. La BBC News sugirió en 2015 que es posible que no conozcan la historia completa de cómo sobrevivieron a la guerra.